# رودری (بازیکن فوتبال، زاده ۱۹۳۴)
رودری (انگلیسی: Rodri؛ زادهٔ ۸ مارس ۱۹۳۴ – ۱۷ مهٔ ۲۰۲۲) بازیکن فوتبال اهل اسپانیا بود.
از باشگاه‌هایی که در آن بازی کرده‌است می‌توان به باشگاه خیمناستیک تاراگونا، باشگاه فوتبال بارسلونا بی، و باشگاه فوتبال بارسلونا اشاره کرد.
وی همچنین در تیم‌های ملی فوتبال Spain B national football team و اسپانیا بازی کرده بود.